# Influenza europea in Afghanistan
L'influenza europea in Afghanistan è l'insieme delle influenze politiche sociali ed imperialistiche esercitate dalle potenze europee (fondamentalmente Regno Unito e Russia) nella formazione del moderno Afghanistan.

## Il grande gioco
Nel 1895 nei territori dell'Asia centrale era in atto un'espansione russa, alla quale la Gran Bretagna tentava di opporsi con alleanze, guerre e mezzi economico-diplomatici. Questa serie di azioni e reazioni russo-inglesi era chiamata "il Grande Gioco".
L'Afghanistan faceva allora parte dell'Impero britannico, e come tale si venne a trovare in mezzo. Una successione di guerre dette Anglo-Afghane (conflitti con l'Afghanistan del 1838-42 e 1878-80) portarono a una frontiera di 2640 km conosciuta sotto il nome di Linea Durand – in riferimento al documento Durand line agreement contestato dall'Afghanistan e definente la frontiera tra l'allora India britannica e l'Afghanistan, firmato nel 1893 dal re (amir) Abdur Rahman Khan per l'Afghanistan e da sir Mortimer Durand, ministro degli affari esteri, per il governo britannico delle Indie – tra l'Afghanistan e l'India britannica (attualmente Pakistan). Questa linea aveva un senso militare, cioè si appoggiava su montagne che permettevano all'India britannica di potere dominare i passi che portavano in Afghanistan e resistere ad una eventuale invasione armata. Però dal punto di vista politico-sociale la linea Durand fu disegnata senza pensare alle conseguenze dei popoli che ci vivevano, cioè i Pashtun. Questi si trovarono, con un colpo di penna, metà in India (oggi Pakistan) e metà in Afghanistan. Da allora sorse il problema del "Pashtunistan", cioè delle terre che si trovano parte in Pakistan e parte in Afganistan, che ancora sono motivo di scontri diplomatici e militari.
La difesa di questa frontiera, di fronte a una minaccia potenziale della Russia attraverso l'Afghanistan, dominò la politica estera britannica nella zona per più di un centinaio d'anni, a partire dalla Prima guerra anglo-afghana (una completa e normale relazione diplomatica sarà stabilita dal Regno Unito con l'Afghanistan solo nel 1921, dopo la fine della Terza guerra anglo-afghana) e la dichiarazione di indipendenza dell'Afghanistan. Diverse generazioni di soldati britannici e indiani parteciparono così alle operazioni in questa zona, che dureranno fino alla seconda guerra mondiale, mobilitando più di 60 000 uomini, tra cui anche sir Winston Churchill.
Con la caduta dell'Impero russo durante la prima guerra mondiale, le spinte espansionistiche russe subirono un rallentamento. Però il "problema afghano" era ancora nella mente sovietica, tanto che l'Unione Sovietica appoggerà un colpo di stato afghano nel 1979 con una invasione militare che durerà dieci anni (1979-1989).

## Storia delle influenze britanniche nel settore

### Dal 1901 al 1919
La Frontiera del Nord Ovest viene creata il 25 ottobre 1901. Essa si compone di due zone, una direttamente sotto l'amministrazione britannica comprendente sei distretti (Hazara, Peshawar, Kohat, Bannu, Dera Ismail Khan e Khyber) e l'altra coincidente con la regione montagnosa compresa tra i distretti citati e la frontiera con l'Afghanistan (Durand line). Questa ultima zona - detta tribale - è suddivisa in sei sottozone: Dir, Swat, Chitral, Bajaur, Kurram e Waziristan. Essa è amministrata dalle tribù sotto controllo di un agente britannico. Nel 1935 la frontiera nord ovest nel suo insieme venne dotata di un governatore con un governo e un'assemblea legislativa. Qui le prime elezioni avranno luogo nel 1937. Al fine di controllare questa zona instabile, i Britannici intrapresero una politica di penetrazione progressiva, con principalmente la costruzione di strade e ferrovie, ma il terreno era difficile e l'opposizione delle tribù molto forte.
Queste tribù possiedono una lingua comune (pashtu) e praticano l'Islam. Radicalmente indipendenti, sebbene si combattano normalmente tra di loro, essi si riuniscono temporaneamente per respingere tutti gli invasori. Le tribù immediatamente a nord del passo di Khyber (Mohmands, Mahsuds, Afridise wasirs) sono molto indipendenti e di difficile controllo. La maggior parte vive di rapina mediante raid sulle carovane e sui villaggi, e di tasse imposte al passaggio delle carovane. I britannici effettuarono regolarmente delle spedizioni punitive.

### Il periodo 1919-1935
All'indomani delle operazioni effettuate contro l'Afghanistan e nella zona tribale e che si chiudono con la campagna di Waziristan (1919/20), una calma molto relativa regnò fino al 1935. Delle operazioni minori in risposta agli atti di banditismo continuarono tuttavia nel Waziristan dal 1920 al 30. Nel 1930-31, è nella zona sotto amministrazione diretta britannica (Peshawar in particolare) che si sviluppò un movimento di rivolta a carattere politico. Questo sollevamento era diverso dagli altri perché coinvolgeva musulmani e indù, con alla loro testa un capo musulmano che controllava un'organizzazione para militare: le camicie rosse. Questa rivolta obbligò a una mobilitazione notevole delle truppe nel settore. È a quest'epoca che risalgono i primi utilizzi in operazioni di polizia coloniale dell'aviazione e dei blindati.

### Contro il Faquir di Lpi
Il Faquir di Lpi (1897-1960), è un pashtun del nord Waziristan. Si tratta di un uomo profondamente religioso che, dopo un pellegrinaggio alla Mecca nel 1923, si insedia nel villaggio di Lpi ai bordi della strada militare che collega Banmu con Razmak. All'epoca egli non ha una reputazione di agitatore, ma in seguito a un incidente (la conversione e il matrimonio di una ragazza minorenne indù con un istitutore pashtun di religione musulmana) nel 1936 e le pressioni esercitate dai residenti britannici nel Warizistan e il comandante della brigata di Banmuche, egli lancia una guerra contro i britannici che sono intervenuti per far desistere la giovane. La condanna dell'istitutore per secessionismo provoca la collera delle tribù, che si raggruppano dietro il Faquir di Lpi. Dopo le operazioni nella valle di Khaisora e i primi scontri, il Faquir si ritira a nord sulle montagne. I tedeschi e gli italiani, allora alleati durante la seconda guerra mondiale, e quindi nemici dei Britannici, tenteranno senza successo fino al 1942 di aiutarlo finanziariamente a organizzare una sollevazione generale contro i Britannici.

### Regole d'ingaggio
È interessante sottolineare che nel corso di queste operazioni di polizia comportanti spesso la distruzione dei villaggi, l'impiego della forza non era lasciata all'iniziativa dei comandanti che le effettuavano. Delle regole molto precise erano imposte perché non si voleva irritare l'insieme delle tribù, ma di colpire unicamente i sostenitori della rivolta evitando danni collaterali. L'opinione pubblica britannica era sensibile, e non accettava i bombardamenti o la distruzione dei villaggi. Avvertimenti precisi che invitavano la popolazione a lasciare i luoghi erano diffusi sotto forma di volantini.

### Le forze in campo
Le tribù potevano mobilitare da un centinaio a più migliaia di combattenti raggruppati in bande (laskhar). Questi rudi guerrieri conoscono bene il terreno e lo utilizzano a meraviglia. Si spostano velocemente, ma mancano di disciplina e di potenza di fuoco. Equipaggiati di armi individuali che vanno dalla preistoria a fucili simili a quelli impiegati dai loro avversari (in particolare dopo la prima guerra), bersagliano con tiri di cecchini le colonne Anglo-Indiane con dei tiri più o meno precisi. Beneficiano dell'esperienza acquisita da alcuni di loro nel primo conflitto mondiale e la loro tecnica collettiva di combattimento migliora tra le due guerre mondiali.
Le forze armate regolari in India comprendevano sia unità Indiane che battaglioni e reggimenti britannici. La missione principale di queste forze era il mantenimento della pace e dell'ordine all'interno, e la protezione della frontiera nord ovest. (nel 1933, la missione delle forze in India e definita come la resistenza iniziale ad un'invasione con il ruolo principale della sicurezza interna) Queste unità non sono stazionanti in permanenza sulla frontiera, ma effettuano dei soggiorni di uno o due anni. I battaglioni dell'esercito britannico in servizio oltre mare sono a effettivo praticamente completo, ottenuto a detrimento del secondo battaglione reggimentale servente nel Regno Unito. Le forze destinate alla frontiera nord ovest corrispondono ad una forza di tre divisioni, stazionanti in guarnigioni permanenti lungo la frontiera per far fronte ad un'eventuale aggressione da o attraverso l'Afghanistan. Mobili e in all'erta, esse sono pressoché costantemente in azione in queste zone turbolente. I movimenti o spostamenti sul terreno sono tuttavia lenti, dovuti principalmente al terreno impervio.
In completamento di queste forze, stazionanti in permanenza in seno alla zona tribale di provenienza, si trovavano delle unita di irregolari: gli scout e i miliziani sotto comando di un ufficiale britannico. (miliziani nella zona tribale di Kurram, scout in quella del Waziristan e del Tochi). I due titoli erano usati senza che questo comportasse una struttura e un impiego delle unità differenti. Queste unità locali indigene erano pagate ed equipaggiate dal governo locale, e inquadrate da ufficiali britannici.